# Nazionale femminile di pallacanestro dell'Algeria
La nazionale di pallacanestro femminile dell'Algeria è la rappresentativa cestistica dell'Algeria ed è posta sotto l'egida della Fédération Algérienne de Basket-Ball.

## Piazzamenti

### Campionati africani
- 1968 - 4°
- 1974 - 9°
- 1977 - 8°
- 1981 - 8°

- 1990 - 8°
- 2003 - 10°
- 2013 - 11°
- 2015 - 11°

## Formazioni

### Campionati africani
Campionato africano femminile di pallacanestro 19904 Aboud, 5 Mouda Azem, 6 Tamoud, 7 Dih, 8 Belbecouche, 9 Benmesbah, 10 Yahiaoui, 11 Arraout, 12 Guebli, 13 Slimani, 14 Laroui, 15 Sliman,        All. -
Campionato africano femminile di pallacanestro 20034 Feragh, 5 Abderrezak, 6 Guerroumi, 7 Aziz, 8 Belaidi, 9 Daoudi, 10 Hamadache, 11 Esseghir, 12 Belmouloud, 13 Kaddour Cherif, 14 Cherki Brahim, 15 Chabi,        All. -
Campionato africano femminile di pallacanestro 20134 Isli, 5 Taïbi, 6 Chenaf, 7 Boudjerima, 8 Belaidi, 9 Boushaki, 10 Saidani, 11 Boukerma, 12 Refes, 13 Meribout, 14 Aissani, 15 Madoui,        All. Sofiane Boulaya
Campionato africano femminile di pallacanestro 20154 Boudjerima, 5 Taïbi, 6 Chenaf, 7 Isli, 8 Regani, 9 Mahsas, 10 Refes, 11 Nemmouchi, 12 Boussaid, 13 Boushaki, 14 Necib, 15 Tlemsani,        All. Azzedine Labouize